# Королёвский сельсовет (Алтайский край)
Королевский сельсовет — муниципальное образование со статусом сельского поселения и административно-территориальное образование в Тюменцевском районе Алтайского края России. Административный центр — посёлок Королевский.

## Население
| 1997 | 1998 | 1999 | 2000 | 2001 | 2002 |
| ---- | ---- | ---- | ---- | ---- | ---- |
| 726  | ↗753 | ↘750 | ↗754 | ↗770 | ↘767 |
| 2003 | 2004 | 2005 | 2006 | 2007 | 2008 |
| ↘761 | ↘758 | ↘723 | ↘715 | ↗716 | ↘698 |
| 2009 | 2010 | 2011 | 2012 | 2013 | 2014 |
| ↘671 | ↘581 | ↘579 | ↘568 | ↘564 | ↘555 |
| 2015 | 2016 | 2017 | 2018 | 2019 | 2020 |
| ↘542 | ↘536 | ↘526 | ↘515 | ↘500 | ↘492 |
| 2021 |      |      |      |      |      |
| ↘482 |      |      |      |      |      |

По результатам Всероссийской переписи населения 2010 года, численность населения муниципального образования составила 581 человек, в том числе 276 мужчин и 305 женщин. Оценка Росстата на 1 января 2012 года — 568 человек.

## Населённые пункты
В состав сельского поселения входит 2 населённых пункта:
- посёлок Королевский,
- посёлок Латкинский.